# موج اندیشه
موج اندیشه نشریه‌ای بود که به صورت هفته‌نامه در ایران منتشر می‌گردید.نشریه موج اندیشه، نشریه ای وابسته به اسفندیار رحیم‌مشایی بود.
سابقه انتشار این هفته نامه به سال ۱۳۸۸ مربوط می‌شود. موج اندیشه در چند مقاله خود نوشت که حضور دین در حکومت، به ویژه روحانیون، باعث دیکتاتوری می‌شود. مجله موج اندیشه در شماره مورخ آذر ۱۳۸۸ خود به علت پخش  مطالبی علیه صدا و سیمای جمهوری اسلامی ایران، تذکر کتبی دریافت کرد.
در ۲۸ دی ماه ۱۳۸۸  موج اندیشه به همراه هفته نامه همت توسط شورای نظارت بر مطبوعات لغو امتیاز شد. و در ۲۹ دی دفاتر این دو نشریه پلمب و مدیر مسئول نشریه موج اندیشه تحت پیگرد قانونی قرار گرفت.